# Oscar Tellgmann

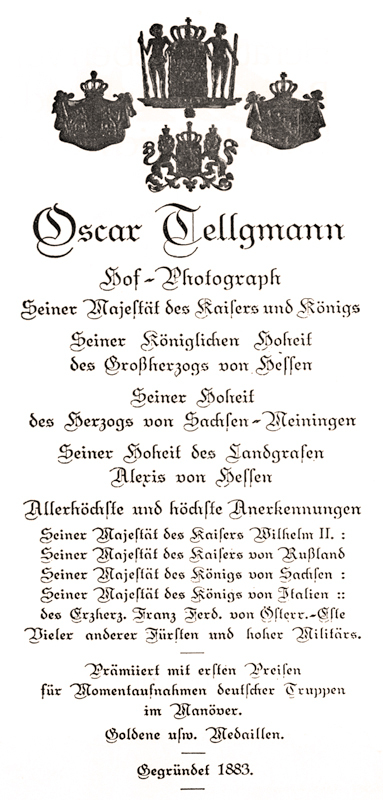
Revers einer Fotografie

Oscar Ludwig August Tellgmann (auch: Oskar Tellgmann) (* 20. September 1857 in Mühlhausen/Thüringen; † 2. Oktober 1936 in Eschwege) war ein deutscher Fotograf.

## Leben
Oscar Tellgmann war ein Sohn des Malers Ferdinand Tellgmann, der 1841 – in der Frühzeit der Fotografie – ein bald renommiertes Fotoatelier in Mühlhausen/Thüringen eröffnet hatte. Nachdem Franz Tellgmann, der zweitälteste Sohn des Malers, 1877 das Fotoatelier des Vaters übernommen hatte, stieg Oscar zunächst nur in das Eschweger Filialgeschäft des Bruders ein, um es dann 1883 vollständig zu übernehmen. Doch nicht unter seinem eigenen, sondern unter dem Firmennamen seines Vaters (bis zu dessen Tode 1897) eröffnete Oscar dann eigene Filialen in Bad Sooden, Wanfried und Hersfeld. Wie schon sein Bruder Franz spezialisierte sich ab 1860 auch Oscar Tellgmann auf die Militär- und Manöverfotografie. Die Manöver- und Paradefotos wurden in hohen Auflagen verkauft, oft auch in eigens editierten Alben. Zahlreiche solcher Fotos dienten der Illustration in Zeitschriften, andere wurden als Ansichtskarten mit Porträts hochrangiger Persönlichkeiten genutzt. Bekannt ist beispielsweise die Postkarte mit dem Konterfei des greisen Generalfeldmarschalls Graf von Haeseler.
Nachdem bereits mehrere Fürstenhäuser Oscar Tellgmann den Titel des Hoffotografens verliehen hatten, darunter etwa das des Großherzogs von Hessen, setzte Kaiser Wilhelm II. Tellgmann schließlich die „Krönung“ auf, indem auch er ihn zu seinem „Hofphotographen“ ernannte.
Im Folgejahr engagierte sich der so Geehrte als einer der Mitbegründer des Verbandes deutscher Illustrations-Photographen.
Oscar Tellgmann war Mitglied des Corps Bavaria zunächst zu Einbeck später zu Breslau, das 1927 mit dem Corps Albingia Dresden fusionierte.
Bis zum Ausbruch des Ersten Weltkrieges 1914 gab es neben den Geschwistern Tellgmann lediglich zwei weitere Fotografen, die sich offiziell als „Militärfotografen“ bezeichnen konnten.

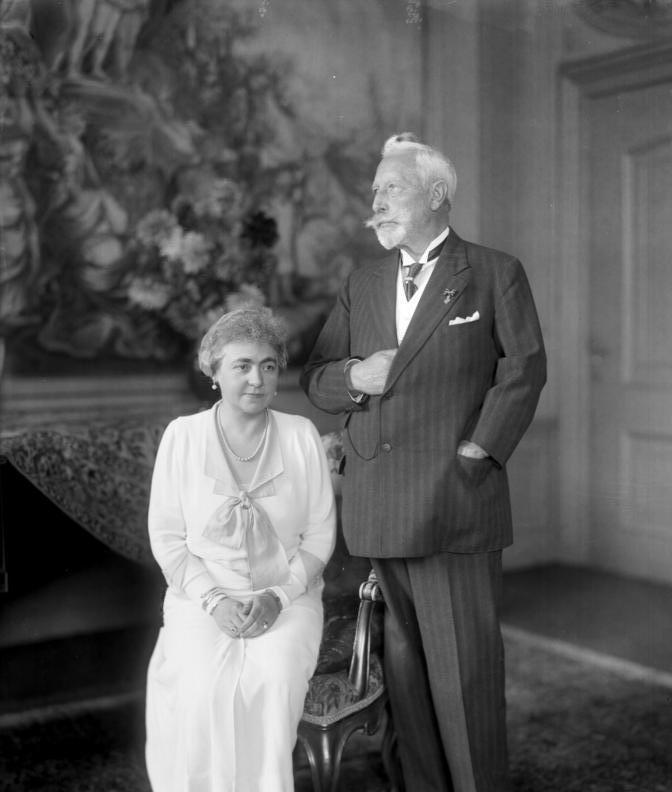
September 1933: Wilhelm II. mit seiner zweiten Ehefrau Hermine von Schönaich-Carolath in Haus Doorn

Nach dem Ende der Weimarer Republik, im Jahr der Machtergreifung durch die Nationalsozialisten, erhielt Oscar Tellgmann noch einmal einen Auftrag des abgedankten deutschen Kaisers: 1933 besuchte Tellgmann das ehemalige Staatsoberhaupt im niederländischen Exil in Haus Doorn und fertigte dort Porträts des früheren Kaiserpaares sowie Innen- und Außenaufnahmen der Gebäude und des Parkgeländes um Haus Doorn. Von diesem Auftrag haben sich 65 Gelatine-Silberdrucke erhalten, die erst mehr als ein halbes Jahrhundert später über die Nachfahren Tellgmanns in die Fotosammlung des Hauses Doorn gelangten.
Im Folgejahr übernahm 1934 Oscars Sohn Gustav Tellgmann (1888–1973) den väterlichen Betrieb. 
Oscar Tellgmann starb am 2. Oktober 1936 im Alter von 79 Jahren in Eschwege.

## Firmengeschichte
Fotografien der Reichswehr und der Wehrmacht gehörten nur bis 1937 zum Broterwerb seines Sohnes Gustav. Er führte den Betrieb durch die Zeit des Zweiten Weltkrieges und bis in die frühen Wiederaufbaujahre. 1954 übergab er das Fotounternehmen schließlich seinem Mitarbeiter Otto Felmeden, der das Unternehmen „noch geraume Zeit“ unter dem Namen Tellgmann weiterführte.
Im Stadtmuseum Eschwege finden sich Fotografien und Fotoapparate aus dem Atelier Tellgmann sowie Fotografien von Haus Doorn und dem ehemaligen Kaiserpaar in der dortigen Fotosammlung.

## Werke (Auswahl)

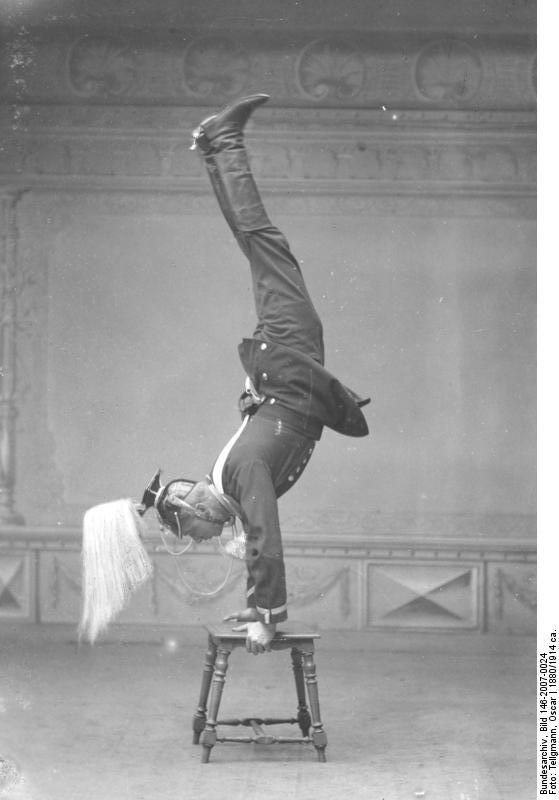
1880: „Mühlhausen, 6. Ulan als Artist“
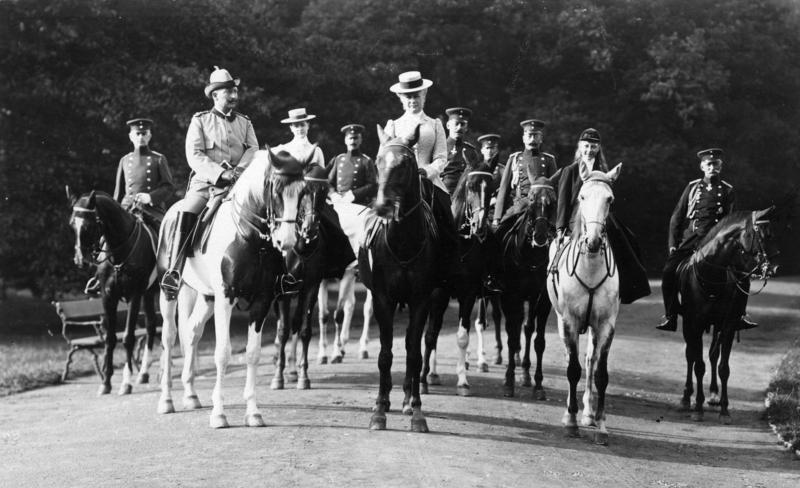
1902: Kaiserpaar Wilhelm II. und Auguste Viktoria mit Prinzessin Viktoria Luise und Gefolge beim Ausritt in Wilhelmshöhe
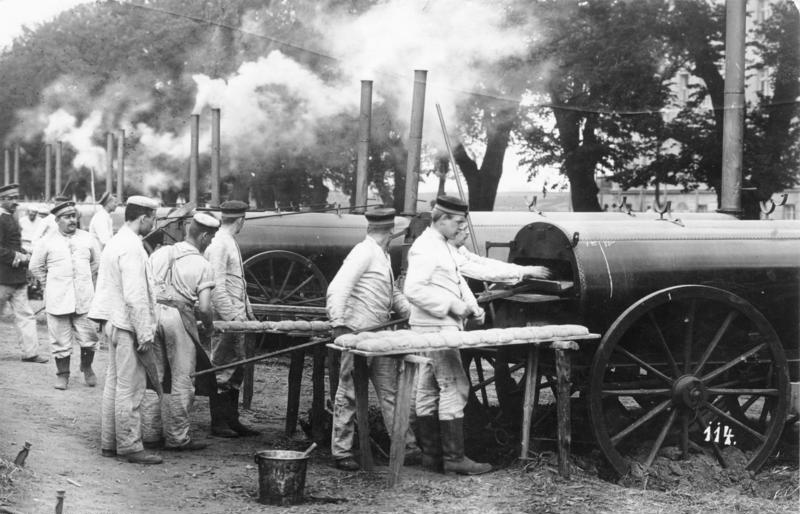
1911: „Uckermark, Kaisermanöver, Feldbäckerei“
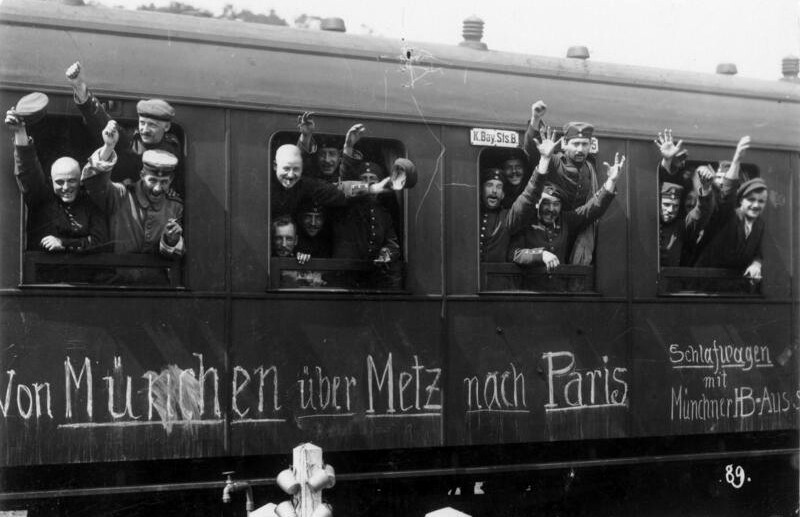
August 1914: „Mobilmachung, Truppentransport mit der Bahn“
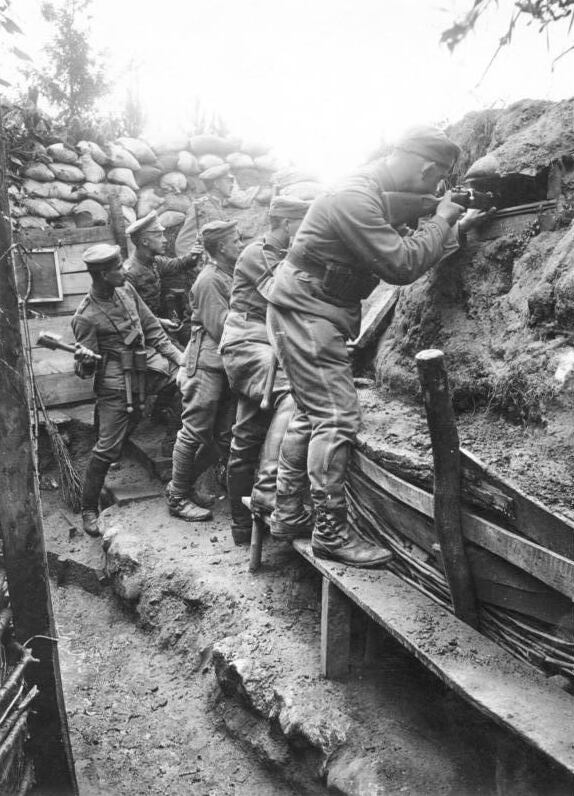
1916: „Frankreich, Kavalleristen im Schützengraben“

## Auszeichnungen
Oscar Tellgmann war Hoffotograf
- des Großherzogs Ludwig IV von Hessen und bei Rhein etc. (11. Januar 1888),
- des Herzogs von Sachsen-Meiningen (1890),
- des Landgrafen Alexis von Hessen[10] (12. April 1903) sowie
- des Kaisers und Königs des Deutschen Reiches (15. Oktober 1909).